# Grote Prijs Stad Zottegem 1989
Il Grote Prijs Stad Zottegem 1989, cinquantaquattresima edizione della corsa, si svolse il 22 agosto 1989 su un percorso di 186 km, con partenza e arrivo a Zottegem. Fu vinto dal belga Gino Van Hooydonck della Superconfex-Yoko davanti ai suoi connazionali Johnny Dauwe e Marc Sprangers.

## Ordine d'arrivo (Top 10)
| Pos. | Corridore           | Squadra                             | Tempo    |
| ---- | ------------------- | ----------------------------------- | -------- |
| 1    | Gino Van Hooydonck  | Superconfex-Yoko                    | 4h07'26" |
| 2    | Johnny Dauwe        | Domex-Weinmann                      |          |
| 3    | Marc Sprangers      | Boccacio Life-Nico Lapage-Deschacht |          |
| 4    | Kurt Van Keirsbulck | Humo-TW Rock                        |          |
| 5    | Peter Van Impe      | Mini-Flat-Isoglass                  |          |
| 6    | Benny Heylen        | Superconfex-Yoko                    |          |
| 7    | Johan Devos         | Humo-TW Rock                        |          |
| 8    | Chris Scharmin      | Domex-Weinmann                      |          |
| 9    | Edwin Bafcop        | Hitachi                             |          |
| 10   | Patrick De Wael     | Humo-TW Rock                        |          |